# Villers-Tournelle
Villers-Tournelle é uma comuna francesa na região administrativa de Altos da França, no departamento de Somme. Estende-se por uma área de 5,93 km². Em 2010 a comuna tinha 170 habitantes (densidade: 28,7 hab./km²).